# Aloe bicomitum
Aloe bicomitum ist eine Pflanzenart der Gattung der Aloen in der Unterfamilie der Affodillgewächse (Asphodeloideae). Das Artepitheton bicomitum leitet sich von den lateinischen Worten bi- für ‚zwei‘ sowie comitor für ‚begleiten‘ ab und verweist auf Gilbert Westacott Reynolds (1895–1967) und Neil R. Smuts (1898–1963) die gemeinsam nach neuen Pflanzen suchten.

## Beschreibung

### Vegetative Merkmale
Aloe bicomitum wächst stammlos, ist einfach oder bildet kleine Gruppen. Die etwa 20 dreieckigen Laubblätter bilden dichte Rosetten. Die trüb graugrüne Blattspreite ist 50 Zentimeter lang und 9 Zentimeter breit. Sie ist mit vielen, elliptischen, hellgrünen Flecken besetzt, die zur Basis stärker gedrängt sind. Auf der Unterseite sind die Flecken kleiner und stehen gedrängter beisammen. Die hakigen, rosarötlichen Zähne am rosarötlichen Blattrand sind 3 Millimeter lang und stehen 8 bis 10 Millimeter voneinander entfernt.

### Blütenstände und Blüten
Der Blütenstand besteht aus etwa zehn Zweigen und erreicht eine Länge von 1 bis 1,2 Meter. Die dichten, zylindrisch-konischen Trauben sind 15 bis 20 Zentimeter lang. Die eiförmig lang zugespitzten Brakteen weisen eine Länge von 11 Millimeter auf und sind 10 Millimeter breit. In der Mitte sind sie etwas fleischig. Im Knospenstadium sind die ziegelförmig angeordnet. Die hell scharlachroten Blüten sind winzig flaumhaarig und stehen an 13 Millimeter lange Blütenstielen. Die Blüten sind 32 Millimeter lang und an ihrer Basis sehr kurz verschmälert. Auf Höhe des Fruchtknotens weisen die Blüten einen Durchmesser von 7 Millimeter auf. Darüber sind sie leicht verengt und schließlich zur Mündung erweitert. Ihre äußeren Perigonblätter sind auf einer Länge von 12 Millimetern nicht miteinander verwachsen. Die Staubblätter und der Griffel ragen 3 bis 5 Millimeter aus der Blüte heraus.

## Systematik und Verbreitung
Aloe bicomitum ist im Südosten von Tansania und im äußersten Norden von Sambia auf Felsvorkommen im Brachystegia-Wald in Höhen von 780 bis 1400 Metern verbreitet.
Die Erstbeschreibung durch Leslie Charles Leach wurde 1977 veröffentlicht. Ein Synonym ist Aloe venusta Reynolds (1959, nom. illeg. ICBN-Artikel 53.1). 

## Nachweise